# 南足柄テレビ中継局
南足柄テレビ中継局（みなみあしがらテレビちゅうけいきょく）は、神奈川県南足柄市に置かれているテレビ中継局。

## 中継局概要

### デジタルテレビ放送
| リモコン 番号 | 放送局名         | チャンネル 番号 | 空中線 電力 | ERP  | 偏波面   | 放送対象地域                                       | 放送区域 内世帯数 | 運用開始日    |
| ------------- | ---------------- | --------------- | ----------- | ---- | -------- | -------------------------------------------------- | ----------------- | ------------- |
| 1             | NHK 東京総合     | 30              | 1W          | 3.5W | 水平偏波 | 関東広域圏 （茨城県、栃木県及び 群馬県を含まない） | 32,120世帯        | 2008年 3月1日 |
| 2             | NHK 東京教育     | 34              | 1W          | 3.5W | 水平偏波 | 全国                                               | 32,120世帯        | 2008年 3月1日 |
| 3             | tvk テレビ神奈川 | 35              | 1W          | 3.5W | 水平偏波 | 神奈川県                                           | 32,120世帯        | 2008年 3月1日 |
| 4             | NTV 日本テレビ   | 32              | 1W          | 3.9W | 水平偏波 | 関東広域圏                                         | 32,120世帯        | 2008年 3月1日 |
| 5             | EX テレビ朝日    | 40              | 1W          | 3.9W | 水平偏波 | 関東広域圏                                         | 32,120世帯        | 2008年 3月1日 |
| 6             | TBS TBSテレビ    | 36              | 1W          | 3.9W | 水平偏波 | 関東広域圏                                         | 32,120世帯        | 2008年 3月1日 |
| 7             | TX テレビ東京    | 44              | 1W          | 3.9W | 水平偏波 | 関東広域圏                                         | 32,120世帯        | 2008年 3月1日 |
| 8             | CX フジテレビ    | 38              | 1W          | 3.9W | 水平偏波 | 関東広域圏                                         | 32,120世帯        | 2008年 3月1日 |

- 所在地： 南足柄市内山[3]
- 放送区域： 小田原市、南足柄市、足柄上郡大井町、松田町及び山北町の各一部、足柄上郡開成町の全部[4][5]
- 2008年1月25日に予備免許交付[4]、2月29日に本免許が交付され[5]、3月1日に本放送を開始した[2]。

### アナログテレビ放送
| チャンネル 番号 | 放送局名         | 空中線 電力       | ERP                | 偏波面   | 放送対象地域 | 放送区域 内世帯数 | 運用開始日     |
| --------------- | ---------------- | ----------------- | ------------------ | -------- | ------------ | ----------------- | -------------- |
| 45              | tvk テレビ神奈川 | 映像10W/ 音声2.5W | 映像44W/ 音声11W   | 水平偏波 | 神奈川県     | 51,631世帯        | 1972年 5月27日 |
| 49              | NHK 東京教育     | 映像10W/ 音声2.5W | 映像48W/ 音声12W   | 水平偏波 | 全国         | 51,631世帯        | 1966年 1月23日 |
| 51              | NHK 東京総合     | 映像10W/ 音声2.5W | 映像44W/ 音声11W   | 水平偏波 | 関東広域圏   | 51,631世帯        | 1966年 1月23日 |
| 53              | NTV 日本テレビ   | 映像10W/ 音声2.5W | 映像43W/ 音声10.5W | 水平偏波 | 関東広域圏   | 51,631世帯        | 1966年 9月30日 |
| 55              | TBS TBSテレビ    | 映像10W/ 音声2.5W | 映像43W/ 音声10.5W | 水平偏波 | 関東広域圏   | 51,631世帯        | 1966年 9月30日 |
| 57              | CX フジテレビ    | 映像10W/ 音声2.5W | 映像43W/ 音声10.5W | 水平偏波 | 関東広域圏   | 51,631世帯        | 1966年 9月30日 |
| 59              | EX テレビ朝日    | 映像10W/ 音声2.5W | 映像43W/ 音声10.5W | 水平偏波 | 関東広域圏   | 51,631世帯        | 1966年 9月30日 |
| 61              | TX テレビ東京    | 映像10W/ 音声2.5W | 映像43W/ 音声10.5W | 水平偏波 | 関東広域圏   | 51,631世帯        | 1978年 8月3日  |

- 所在地： デジタルテレビ放送に同じ
- 2011年7月24日をもってすべて廃止された。